# 宇文顕和
宇文 顕和（うぶん けんわ、? - 554年）は、北魏末から西魏にかけての人物。本貫は代郡武川鎮。

## 経歴
北魏の鎮遠将軍・兗州刺史・安吉県侯の宇文金殿の子として生まれた。若くして安吉県侯の爵位を嗣ぎ、平陽王元脩の知遇をえた。元脩（孝武帝）が即位すると、冠軍将軍・閤内都督に抜擢され、城陽県公に封じられた。朱衣直閤・閤内大都督に転じ、長広県公に改封された。
534年（永熙3年）、孝武帝に従って関中に入った。宇文泰に召されて帳内大都督となった。まもなく持節・衛将軍・東夏州刺史として出向した。のちに病のため辞職した。位は車騎大将軍・儀同三司に進み、散騎常侍を加官された。554年（恭帝元年）、死去した。享年は57。573年（建徳2年）、使持節・驃騎大将軍・開府儀同三司・延丹綏三州諸軍事・延州刺史の位を追贈された。

## 人物・逸話
- 孝武帝は諸侯王時代に顕和と旧交があったため、即位後もたいへん厚遇した。顕和の居宅が手狭だったため、役所を引き払って、そこをかれのための寝室として賜った。
- 高歓が北魏の朝廷で専権をふるっていたため、孝武帝はつねに不安におびえていた。孝武帝が「天下が乱れているが、どうしたらよいだろうか」と訊ねると、顕和は「現在の方策は、善き者を選んで頼るよりほかありません」と答えた。詩をそらんじて「かの美人かな、西方の人かな」と言った。孝武帝は「わたしの考えと同じだ」と言って、入関の計画を定めた。孝武帝は顕和の母が老年で係累も多いので、計画に参加させようとした。しかし顕和は「現在の情勢では忠と孝をともに立てることはできません。秘密がもれれば身を失う計画であるのに、私情をさしはさむことができましょうか」といって拒絶した。孝武帝は顔色を変えて「卿はわが王陵である」といった。
- 宇文泰は顕和が弓射を得意とすることを聞いていたので、溱水におもむいたときに水傍の小鳥を射させると、顕和は見事射当ててみせた。宇文泰は笑って「わたしは卿が上手であることを知ったぞ」といった。

## 子女
- 宇文神挙
- 宇文慶

## 伝記資料
- 『周書』巻40 列伝第32
- 『北史』巻57 列伝第45